# توماس ريان (سياسي)
توماس ريان (بالإنجليزية: Thomas Ryan)‏ هو دبلوماسي ومحامي وسياسي أمريكي، ولد في 25 نوفمبر 1837 في أوكسفورد في الولايات المتحدة، وتوفي في 5 أبريل 1914 في الولايات المتحدة. حزبياً، نشط في الحزب الجمهوري. وقد انتخب عضو مجلس النواب الأمريكي.